# Platygerrhus
Platygerrhus is een geslacht van vliesvleugeligen uit de familie Pteromalidae. De wetenschappelijke naam van dit geslacht is voor het eerst geldig gepubliceerd in 1878 door Carl Gustaf Thomson.

## Soorten
Het geslacht Platygerrhus omvat de volgende soorten:
- Platygerrhus affinis (Walker, 1836)
- Platygerrhus algonquinia (Girault, 1917)
- Platygerrhus americanus Hedqvist, 1968
- Platygerrhus columbianus (Ashmead, 1896)
- Platygerrhus dolosus (Walker, 1836)
- Platygerrhus ductilis (Walker, 1836)
- Platygerrhus irvingi (Girault, 1917)
- Platygerrhus longigena Graham, 1969
- Platygerrhus maculatus Erdös, 1957
- Platygerrhus millenius Szczepànski, 1961
- Platygerrhus nephrolepisi Yang, 1996
- Platygerrhus piceae Yang, 1996
- Platygerrhus scutellatus Yang, 1996
- Platygerrhus subglaber Graham, 1969
- Platygerrhus tarrha (Walker, 1848)
- Platygerrhus unicolor Graham, 1969